# Gabriel Ogando
Gabriel Mario Ogando, pseud. Cholo (22 sierpnia 1921 w La Placie, 19 lipca 2006 w Buenos Aires) – argentyński piłkarz, bramkarz. 

## Życiorys
Urodzony w La Placie Ogando karierę piłkarską rozpoczął w 1939 roku w klubie Estudiantes La Plata. W pierwszej lidze argentyńskiej zadebiutował na Estadio Jorge Luis Hirschi w zremisowanym 1:1 meczu przeciwko Boca Juniors.
W reprezentacji Argentyny Ogando zadebiutował 8 lipca 1945 w wygranym 3:1 meczu z Paragwajem. Następnie zwyciężył w turnieju Copa Lipton 1945, tracąc dwie bramki w meczu z Urugwajem.
Jako piłkarz klubu Estudiantes La Plata wziął udział w turnieju Copa América 1946, gdzie Argentyna zdobyła tytuł mistrza Ameryki Południowej. Ponieważ podstawowym bramkarzem reprezentacji był Claudio Vacca, Ogando nie wystąpił w żadnym meczu.
W Estudiantes La Plata Ogando grał do 1952 roku – w trakcie 14 sezonów 347 razy bronił bramki klubu. Zaliczany jest, obok Oscara Pezzano, do najlepszych bramkarzy w historii Estudiantes La Plata.
W 1953 roku Ogando został graczem klubu CA Huracán, gdzie grał do 1954 roku. Po rozegraniu w barwach Huracán 24 meczów na koniec kariery w latach 1955–1956 był rezerwowym bramkarzem klubu River Plate, gdzie podstawowym bramkarzem był legendarny Amadeo Carrizo. Choć River Plate w 1955 i 1956 roku dwa razy z rzędu zdobył mistrzostwo Argentyny, Ogando nie miał w tym żadnego udziału, gdyż nie zagrał w żadnym meczu.
Łącznie w lidze argentyńskiej Ogando rozegrał 371 meczów. W latach 1945–1952 rozegrał 5 meczów w reprezentacji Argentyny. Zmarł w Buenos Aires 18 lipca 2006 roku, mając 84 lata.